# Strandförskjutning
Strandförskjutning är en förflyttning av strandens vattenlinje under tidens gång. Fenomenet kallas i dagligt tal ofta "landhöjningen", trots att det oftast är själva havsstrandens läge som är av intresse.

## Orsaker
Strandförskjutning är i huvudsak en summa av två helt separata företeelser:
- Landhöjning (eller landsänkning) vilket beror på vertikala rörelser i jordskorpan.
- Förändringar av havsnivån i världshaven.

I många fall, till exempel på lokalhistorisk nivå, saknar dessa bakomliggande orsaker betydelse. Det är strandens läge vid olika historiska skeden som påverkar såväl natur som människans vistelse och förutsättningar. I ett större perspektiv, inom arkeologi och de geovetenskapliga studierna, är förståelsen av de båda processerna viktig och stor forskningsmöda har lagts ned på att kartlägga förloppen historiskt, framförallt för de senaste 15 000 åren dvs. efter den senaste nedisningen och fram till nutid.
En viktig skillnad mellan de båda processerna är att medan havsnivåförändringarna verkar globalt så är landhöjningen en mer lokal/regional företeelse. Den vanligaste, och för nordbor mest aktuella orsaken till landhöjning är den återfjädrande rörelsen i jordskorpan efter inlandsisens tidigare tyngd, kallad den isostatiska landhöjningen. Denna rörelse är i Sverige idag störst i Furuögrund vid norra Västerbottens kustland (ca 9 mm/år) och avtar längre söderut, i Skåne nära noll eller t.o.m. en landminskning vid södra kusten.
Förändringarna i världshavens yta kallas eustatiska förändringar och beror på att jämviktsläget mellan mängden isbundet vatten och världshavens volym förskjuts. Under mellanistider, interglaciala förhållanden, så finns ca 98 % av allt vatten i havet, under istider sjunker den siffran till ca 94 %. På senare år har bilden komplicerats av att man dessutom konstaterat s.k. geoidförändringar som beror på variationer i jordens gravitation, havsytan bildar inte en helt jämn yta utan snarast ett "kuperat landskap".

## Transgression – Regression
Beroende på strandförskjutningens riktning används två begrepp:
- Regression, havet upplevs dra sig tillbaka (landet "höjs").

- Transgression, havet upplevs stiga, översvämmar tidigare torrlagda stränder.

Sedan den senaste istiden har världshavens yta höjt sig ca 120 meter, vilket inneburit att de allra flesta kuster på jorden upplevt en transgression de senaste 15 000 åren. De forntida stränderna ligger långt ute till havs. I Skandinavien och i norra Nordamerika har dock den isostatiska landhöjningen dominerat på många håll och varit större än denna havsnivåökning. Resultatet har blivit en regression, som fortfarande pågår. För Sveriges del har kusterna norr om en linje mellersta Uppland – norra Bohuslän upplevt denna regression ända sedan inlandsisen drog sig tillbaka. Söder därom, där landhöjningen har varit lägre, har transgressioner förekommit tidvis, speciellt under perioder då havsnivåhöjningen till följd av inlandsisens avsmältning varit särskilt hastig. Under den fas av Östersjöns historia som kallas Littorinahavet skedde fyra sådana märkbara transgressioner, vilket avsatt tydliga strandvallar i södra Sverige.
Historiken kring strandförskjutningen i Sverige kompliceras också av att Östersjön tidvis varit en avsnörd sötvattensjö med en nivå som legat tiotals meter över världshavens. Västkusten och östkusten har alltså haft olika strandförskjutning för tiden före 8000 f.Kr.

## Strandförskjutningskurva

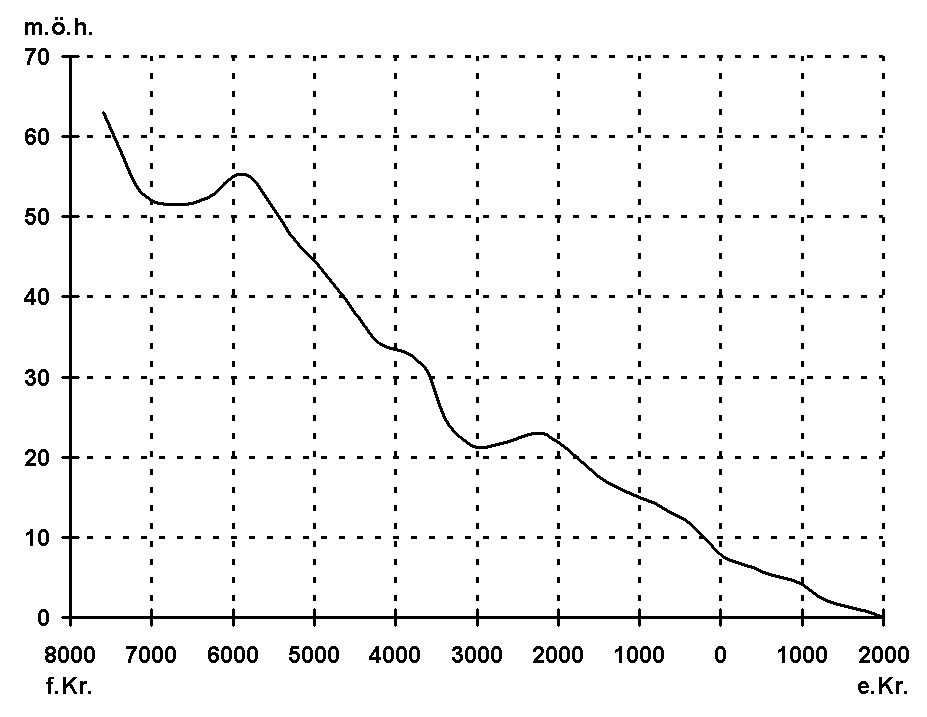
Exempel på strandförskjutningskurva (för Stockholmstrakten, data från Risberg 1995 och Åse 1970)

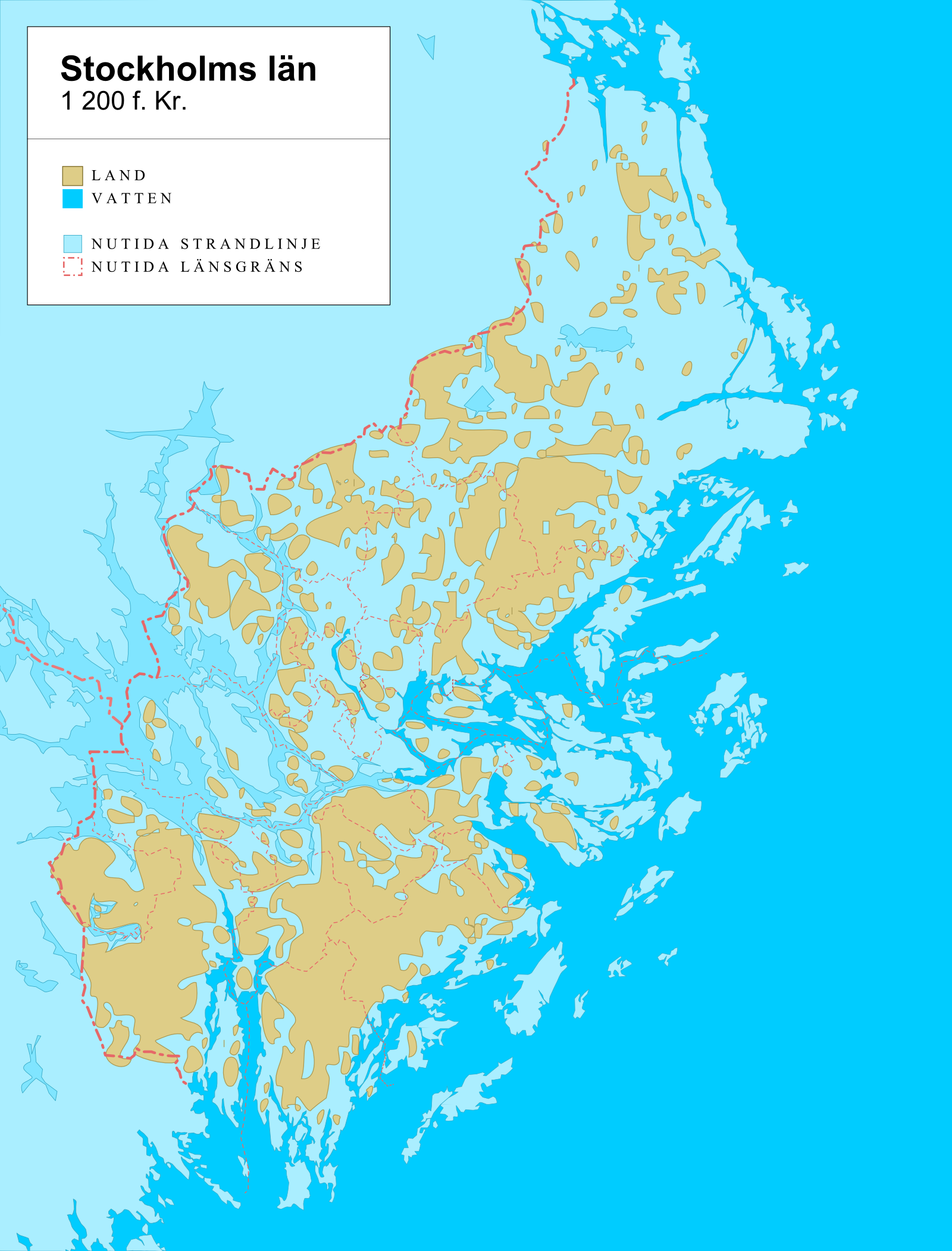
Exempel på en rekonstruerad karta med forntida strandlinjer

För arkeologer, geografer och geologer har det varit av största vikt att få klarhet i strandens läge vid olika tidpunkter under historiens gång. Strandens läge formar geologiska fenomen som strandvallar, skalgrusbankar, klapperstensfält och kalspolade hällmarker. Läget avgör också var människor har bosatt sig under forntiden, speciellt gäller detta den äldre stenåldern då havet utgjorde en viktig näringsresurs. Strandlinjens läge åskådliggörs ofta med hjälp av en strandförskjutningkurva. Detta diagram har en tidsskala på den horisontella axeln, och på den vertikala axeln en höjdangivelse i meter över havet. Det ska utläsas som "den höjdkurva på en nutida karta där stranden låg vid den aktuella tidpunkten". För de norra och mellersta delarna av Sverige är en sådan kurva starkt sluttande (regression), medan kurvan planar av längre söderut. Tillfälliga transgressioner visar sig som "pucklar" i strandförskjutningskurvan. På grund av att landhöjningen varierar kraftigt mellan olika delar av landet så är en strandförskjutningkurva i högsta grad lokal, och kan inte utan vidare användas miltals utanför det område där den är uppmätt. Det har länge varit känt att regressionen i Sverige är större längre norrut i landet, men på senare år har man även konstaterat utefter östkusten att regressionen även varierar i öst-västlig riktning, märkbart till exempel i Mälarområdet. Den största totala landhöjningen i världen efter en istid är i Höga kusten i Ångermanland med nästan 300 m landhöjning vid stranden.

Om strandförskjutningskurvan är känd i ett område så kan man rekonstruera kartor över de forntida strandlinjerna för en viss tidsperiod. Dagens dalgångar och berg blir djupa vikar respektive öar i det dåtida kustlandskapet. Detta har mycket stor betydelse inom arkeologin då man tankemässigt kan placera in fornlämningar i deras rätta landskapsmiljö. Stenåldersboplatser ligger exempelvis påfallande ofta nära den dåtida havsstranden (eller vid insjöar). Om strandförskjutningskurvan är känd kan man också använda den för (begränsad) datering av fornlämningar. Genom att mäta fornlämningens höjd över havet och avläsa motsvarande tidpunkt i diagrammet får man fram en bakre tidsgräns för anläggningen. Fornlämningen kan inte vara äldre än denna tidpunkt, men däremot yngre. (En förutsättning för detta är att regression har varit den dominerande strandförskjutningen). För fornlämningar som uppenbart låg nära stranden, till exempel hamnanläggningar och bryggor, så blir dateringen av naturliga skäl säkrare.

## Konstruktion av strandförskjutningskurvan
Bakom strandförskjutningskurvor ligger stor forskarmöda med decennier av datainsamling. För att fastställa punkter i ett sådant diagram behövs daterbara företeelser i naturen som kan bindas till en forntida strand. Att datera strandvallar har visat sig svårt. Till hjälp har man istället oftare använt sig av insjöar. Bakgrunden är att alla insjöar i Skandinavien som ligger under högsta kustlinjen en gång stått i förbindelse med haven och sedan, vid en viss tidpunkt, avsnörts (isolerats) till en insjö. Regression (landhöjning) har gjort att sjöns tröskelnivå och vattenyta nu alltid ligger på en viss höjd över dagens havsyta. Vid avsnörningen övergick vattnet från saltvatten till sötvatten, och fauna och flora i sjön ändrades. Speciellt känsliga för ändringar i vattnets salthalt är kiselalger. Genom att ta prov på bottensediment och kol-14-datera det skikt där saltkrävande arter övergår till sötvattensarter så kan man fastställa avsnörningstidpunkten. Tillsammans med sjöns tröskelnivå i meter över havet ger detta en punkt i strandförskjutningskurvan. Andra sjöar i närheten som ligger på olika höjder (och följaktligen avsnörts vid olika tidpunkter) ger andra punkter i denna strandförskjutningskurva. Ett problem är dock att sjöarna som används i ett och samma diagram inte kan ligga långt från varandra på grund av den varierande landhöjningen i olika områden, en mätpunkt daterar enbart strandens forntida läge just där.
Förutom denna geologiska datering har man på senare tid även använt sig av arkeologiskt data, dvs. boplatser som kunnat dateras med till exempel kol-14-metoden. Under antagandet att människor förlade sina boplatser nära den dåtida havsstranden kan dessa kombinationer av tidpunkt/höjd över havet användas för att ge punkter i en strandförskjutningskurva. Här finns dock en osäkerhetsfaktor kring hur nära boplatsen egentligen låg den dåtida stranden. Metoden kan främst användas på jägarstenålderns boplatser - längre fram i tiden utnyttjade människor jordbruk för sin försörjning varvid gårdarnas lägen bestämdes av närhet till åkermarken.

## Andra processer

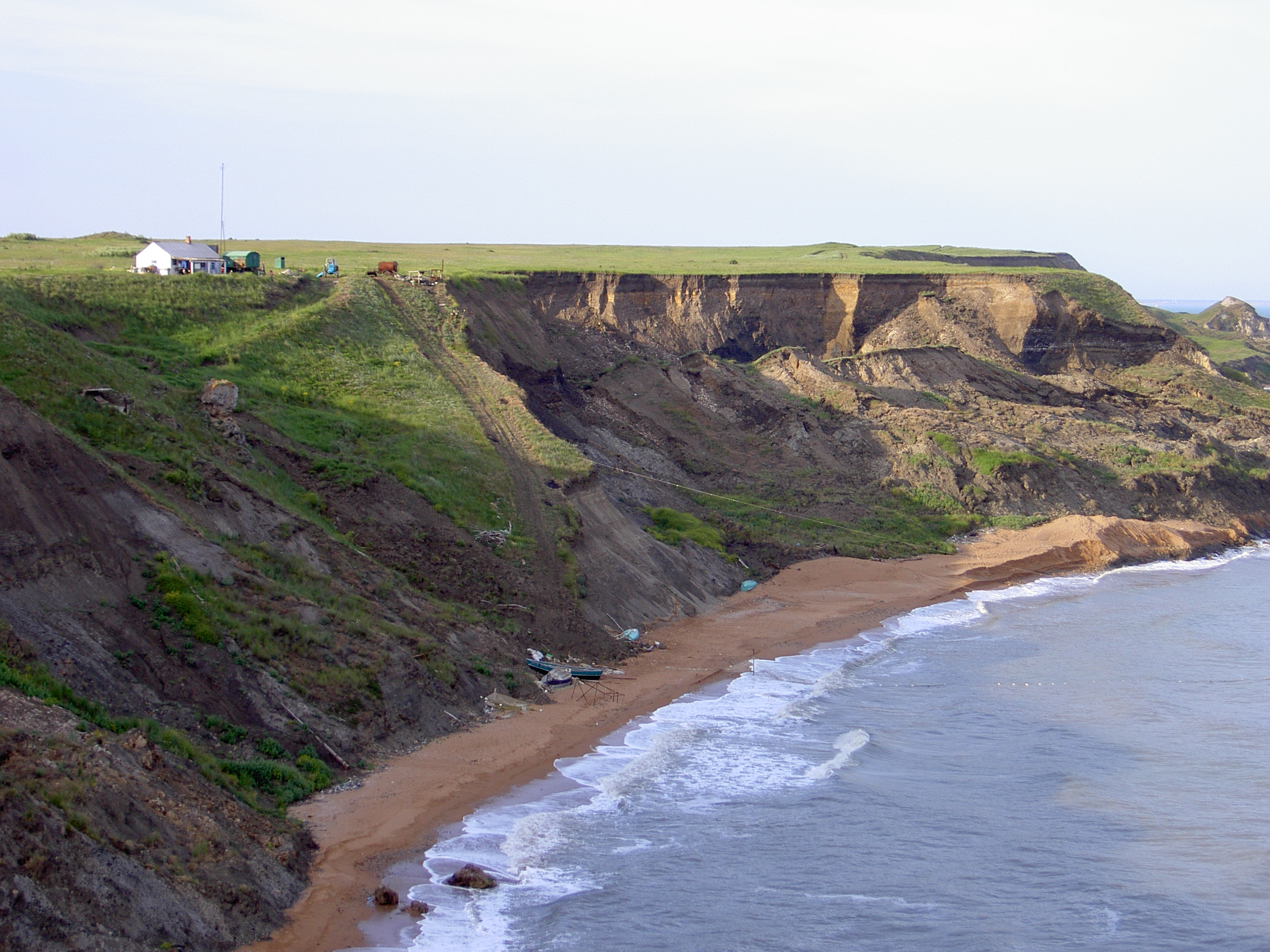
Eroderande kust på Krim.

Lokalt kan andra processer åstadkomma förskjutningar av strandlinjen, främst:
- Kusterosion
- Sättningar
- sedimentation

Den engelska Nordsjökusten, liksom sydvästra Danmark är exempel på områden där erosionen är märkbar och ofta ett problem.